# Fumée (roman)
Fumée (Дым) est un roman de l'écrivain russe Ivan Tourgueniev, paru en 1867 dans Le Messager russe.
À la parution du roman, cette satire mordante de la bourgeoisie russe provoque en Russie l'indignation du public et d'une bonne partie de la critique.

## Résumé
À Baden-Baden, en Allemagne, Litvinov attend l'arrivée prochaine de Tatiana, sa fiancée. Dans cette station thermale de villégiature huppée, il évite autant que possible de fréquenter les Russes, très nombreux parmi le grand monde international présent pendant la haute saison et qui se pressent autour des tables de jeu du casino et à la roulette.
Un jour, Litvinov croise par hasard une ancienne flamme, la belle et capricieuse Irina Pavlovna Ratmirova, qui l'a autrefois laissé tomber pour épouser un jeune général riche et prétentieux. Femme intelligente et brillante, elle domine un cercle choisi de compatriotes russes qu'elle méprise en secret. Devant la réserve de Litvinov à son égard, piquée au vif, elle se met en tête de le reconquérir. Elle y parvient sans peine. Bien que Litvinov sache très bien qu'Irina ne vaut pas Tatiana, il abandonne sa jeune fiancée et propose une fuite romanesque à la femme mariée. Bien entendu, au dernier moment, Irina recule et retourne auprès de son mari. Elle ruine ainsi pour une seconde fois la vie de Litvinov qui trouve néanmoins le courage de retourner en Russie afin de se vouer au travail dans l'espoir de reconquérir l'amour et la confiance de Tatiana.

## Éditions françaises
- Fumée, traduit par le prince Augustin Galitzin, Paris, C. Douniol, 1867
- Fumée, traduit par Génia Pavloutzky, Paris, R. Simon, 1937
- Fumée, traduit par Marthe Bernard, Paris, Hatier, « Collection Cercle d'Or », 1949
- Fumée, traduit par Édith Scherrer, dans Romans et nouvelles complets, Paris, Gallimard, « Bibliothèque de la Pléiade », tome II, 1982
- Fumée, Nelson Editeurs, non daté (Introduction de Charles Saroléa (en), de l'Université d'Édimbourg - 12 pages)